# Tony Clarkin
Tony Clarkin (Birmingham, 24 novembre 1946 – Birmingham, 7 gennaio 2024) è stato un chitarrista e compositore britannico, noto per essere stato il chitarrista e fondatore del gruppo heavy metal Magnum, e per il suo ruolo di turnista.

## Biografia
Clarkin nacque e crebbve nella zona di Shard End a Birmingham. Dopo aver lasciato la scuola per intraprendere la professione di parrucchiere, abbandonò presto anche questa attività per dedicarsi alla musica; fondò così la sua prima band, The Boulevards, con alcuni ex compagni di scuola. Nel 1972, in seguito all'incontro con Bob Catley, fondò la band heavy metal Magnum, in cui militò fino alla morte.
Nella line-up originale della band, insieme a Clarkin e Catley vi furono il batterista Kex Gorin e il bassista David Scott Morgan (in seguito membro degli Electric Light Orchestra) e il tastierista Mark Stanway. Il loro album di maggior successo fu Chase The Dragon del 1982, che raggiunse il numero 17 nel Regno Unito e inclusivo di diverse canzoni che divennero in seguito i pilastri del live set della band, in particolare "Soldier of the Line", "Sacred Hour" e "The Spirit".
Questo successo continuò negli anni successivi quando la band venne prodotta da Roger Taylor, batterista dei Queen; egli produsse Vigilante nel 1986, i primi 5 album Wings of Heaven nel 1988 e Keith Olsen produsse Goodnight L.A., raggiungendo il nono posto nelle classifiche degli album del Regno Unito nel 1990.
Dopo lo scioglimento dei Magnum, avvenuto nel 1991, si formò un gruppo spin-off con Catley e Clarkin chiamato Hard Rain, e pubblicarono gli album Hard Rain e When The Good Times Come.
Fu in questo periodo che Catley iniziò una carriera da solista collaborando con vari cantautori, tra cui Gary Hughes della band Ten. Tuttavia, Hard Rain trovò difficile reperire concerti e prenotazioni e vi furono discussioni sul rinominare la band come Magnum. La band non riscosse il successo sperato e così, nel 1995, decisero di separarsi. Nel 1996 i Magnum vennero poi ufficialmente ricostituiti.
Morì il 7 gennaio 2024 all'età di 77 anni.

## Discografia

### Con i Magnum
- 1978 - Kingdom of Madness
- 1979 - Magnum II
- 1982 - Chase the Dragon
- 1983 - The Eleventh Hour
- 1985 - On a Storyteller's Night
- 1986 - Vigilante
- 1988 - Wings of Heaven
- 1990 - Goodnight L.A.
- 1992 - Sleepwalking
- 1993 - Keeping the Nite Light Burning
- 1994 - Rock Art
- 2002 - Breath of Life
- 2004 - Brand New Morning
- 2007 - Princess Alice and the Broken Arrow
- 2009 - Into the Valley of the Moonking
- 2011 - The Visitation
- 2012 - On the 13th Day
- 2014 - Escape from the Shadow Garden
- 2016 - Sacred Blood "Divine" Lies
- 2018 - Lost on the Road to Eternity
- 2019 - The Serpent Rings
- 2022 - The Monster Roars

## Collaborazioni
- 1989 - Earthrise - Tandy and Morgan
- 2004 - Beatiful Wreck in the World - Willie Nile
- 2004 - Razorblade - Drakkar
- 2005 - Superheroes - Edguy
- 2010 - Thearapy - James Whild Lee
- 2019 - More Sinner Than Saint - Rebecca Downes